# Gustaf Ambjörn
Gustaf Fredrik Ambjörn, född 27 juli 1886 i Falkenberg, död 10 juni 1959 i Hindås, Björketorps församling, var en svensk civilingenjör, skeppsbyggare och professor.

## Utbildning
Han avlade studentexamen 1904 i Halmstad och var 1906–1910 ordinarie elev vid Kungliga Tekniska Högskolan, KTH, samt avlade 1910 examen från fackavdelningen för skeppsbyggnadskonst. Åren 1912–1913 studerade han vid Massachusetts Institute of Technology, MIT, i Boston.

## Karriär
Gustaf Ambjörn arbetade 1910–1911 och 1913 som ritare vid Fore River Shipbuilding Co. i Quincy, Massachusetts, samt 1911–12 och 1913–18 som fartygskonstruktör och avdelningschef vid Götaverken i Göteborg. Åren 1918–20 var han teknisk chef och senare också verkställande direktör vid AB Östersjövarvet i Norrköping, bildat 1917 och försatt i konkurs hösten 1919.
Från 1920 var Gustaf Ambjörn knuten till Chalmers tekniska högskola i Göteborg som lärare i skeppsbyggeri, först som tf andre lärare 1920–1921 och från 1921 som ordinarie lärare. Han var 1930–33 och 1941–42 tillförordnad professor, 1938–1942 lektor och 1942–51 ordinarie professor i praktiskt skeppsbyggeri. 
Under åren 1908–1936 gjorde han utländska studieresor för att undersöka fartygs hållfasthet och rörelser i sjön: 1908 till Sydafrika och Australien, 1922 och 1924 till USA, 1932 och 1934 i nordiska farvatten, 1933 till Kuba, Mexiko och USA samt 1936 till Sydafrika, Portugisiska Östafrika (nuvarande Moçambique) och Guldkusten (nuvarande Ghana).
Undersökningarna resulterade i uppsatser i Teknisk Tidskrift 1916, 1917, 1933 och 1934 samt i Skandinaviska skeppsbyggarekongressens handlingar 1921 rörande fartygs stabilitet, hållfasthet, rörelser i sjön och driftsekonomiska problem.
Gustaf Ambjörn var medlem av The Royal Institution of Naval Architects i London samt från 1909 ledamot av Svenska teknologföreningen. 
Vid sidan av sin akademiska karriär verkade han som konsult inom skeppsbyggeri, som skeppsmätningskontrollant och som propellerexpert vid AB Bofors.

## Familj
Gustaf Ambjörn var son till sjökaptenen i Falkenberg Nils August Andersson och hans hustru Hanna Bernhardina, född Johansdotter. Han var från 1916 gift med Karin, född Blix, född 1889 i Göteborg, död 1959 i Hindås, dotter till folkskolläraren Anders Blix och hans hustru Johanna Kristine, född From. Makarna hade tre barn: 
- Erik Gustaf Ambjörn, född 1916, död 1988, docent i nationalekonomi,
- Sven Fredrik Ambjörn, född 1920, död 1976, civilingenjör, och
- Henrik Daniel Ambjörn, född 1923, död 1971, läkare.